# Dispositivo grande de plasma

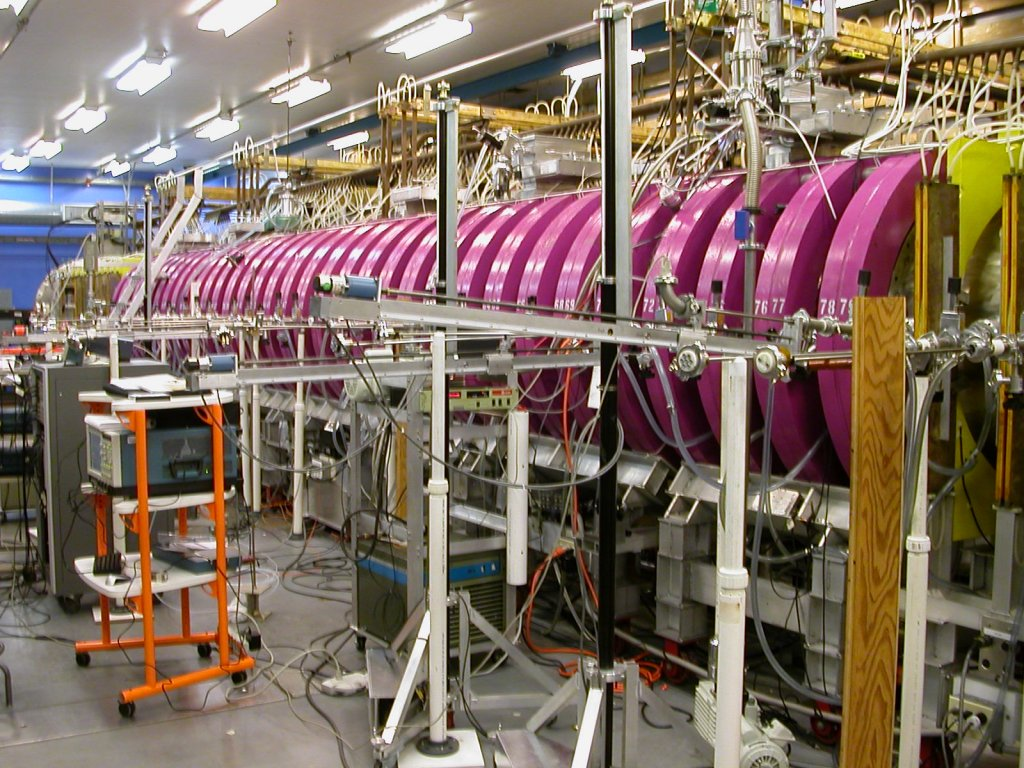
El dispositivo grande de plasma durante un experimento.

El dispositivo grande de plasma (a menudo estilizado como LAPD por sus siglas en inglés ) es un dispositivo de física experimental ubicado en la UCLA . Está diseñado como un laboratorio de propósito general para la investigación experimental de la física del plasma . El dispositivo comenzó a funcionar en 1991 y se actualizó en 2001 a su versión actual. El moderno dispositivo grande de plasma funciona como el dispositivo principal para una instalación de usuario nacional, la Instalación de Ciencias del Plasma Básico, que cuenta con el apoyo del Departamento de Energía de EE. UU., Ciencias de la Energía de Fusión y la Fundación Nacional de Ciencias.  La mitad del tiempo de funcionamiento del dispositivo está disponible para científicos de otras instituciones e instalaciones que pueden competir por el tiempo mediante una solicitud anual.

## Historia
La primera versión del dispositivo grande de plasma fue un dispositivo de 10 metros de largo construido por un equipo dirigido por Walter Gekelman en 1991. La construcción tardó 3,5 años en completarse y fue financiada por la Oficina de Investigación Naval (OIN). La OIN financió una importante mejora a una versión de 20 metros y un premio de Instrumentación de Investigación Importante de la NSF en 1999. Tras la finalización de esa importante actualización, la concesión de una subvención de $ 4.8 millones por parte del Departamento de Energía de los EE. UU. Y la Fundación Nacional de Ciencias en 2001 permitió la creación de la Instalación de Ciencias Básicas del Plasma y el funcionamiento del dispositivo grande de plasma como parte de esta instalación nacional para usuarios. . Gekelman fue director de la instalación hasta 2016, cuando Troy Carter se convirtió en director de la ICBP.

## Descripción de la máquina

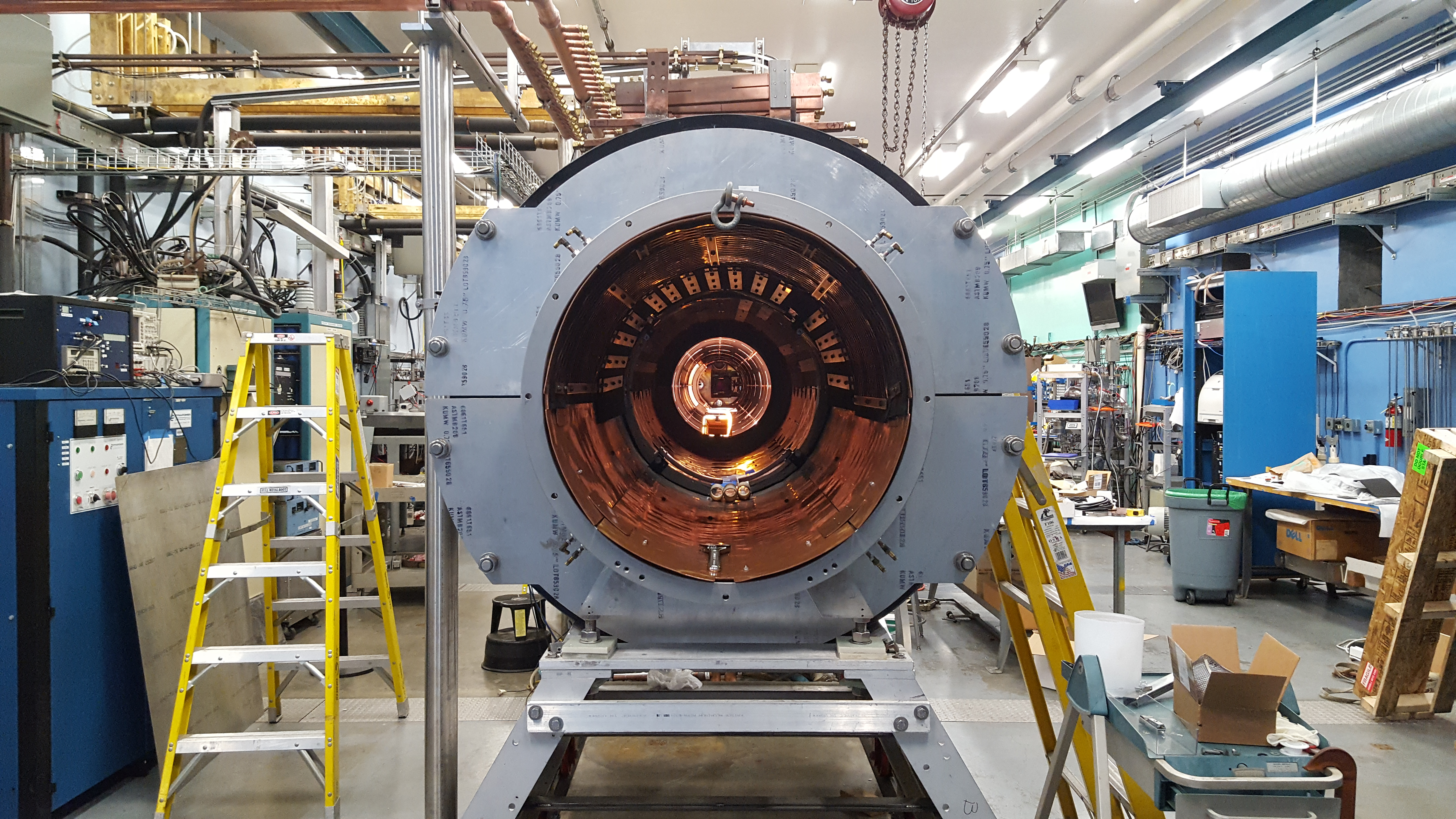
Una vista del laboratorio y el interior del dispositivo grande de plasma en el extremo sur de la máquina durante su actualización en enero de 2020.

El dispositivo grande de plasma es un dispositivo lineal de descarga pulsada que funciona a alta (1 Hz) tasa de repetición, produciendo un plasma de fondo fuertemente magnetizado que es físicamente lo suficientemente grande como para soportar las ondas de Alfvén . El plasma se produce a partir de una descarga de cátodo-ánodo de óxido de bario en un extremo de un recipiente de vacío cilíndrico de 20 metros de largo y 1 metro de diámetro ( diagrama ). La columna de plasma resultante tiene aproximadamente 16,5 metros de largo y 60 cm de diámetro. El campo magnético de fondo, producido por una serie de grandes electroimanes que rodean la cámara, puede variar de 400 gauss a 2,5 kilogauss (40 a 250 mT ).

### Parámetros
Debido a que el dispositivo grande de plasma es un dispositivo de investigación de uso general, los parámetros del plasma se seleccionan cuidadosamente para simplificar el diagnóstico sin los problemas asociados con plasmas más calientes (p. Ej., A nivel de fusión), al tiempo que proporcionan un entorno útil en el que realizar la investigación. Los parámetros operativos típicos son:
- Densidad: n = 1–4 {\displaystyle \times } 10 12 cm −3
- Temperatura: T e = 6 eV, T i = 1 eV
- Campo de fondo: B = 400 a 2500 gauss (40 a 250 mT)

En principio, se puede generar un plasma a partir de cualquier tipo de gas, pero los gases inertes se utilizan típicamente para evitar que el plasma destruya el revestimiento del cátodo de óxido de bario. Ejemplos de gases utilizados son helio, argón, nitrógeno y neón. En ocasiones, el hidrógeno se usa durante períodos cortos de tiempo. También se pueden mezclar varios gases en diferentes proporciones dentro de la cámara para producir plasmas de múltiples especies.
Con estos parámetros, el radio de Larmor del ion es de unos pocos milímetros y la longitud de Debye es de decenas de micrómetros. Es importante destacar que también implica que la longitud de onda de Alfvén es de unos pocos metros y, de hecho, las ondas de corte de Alfvén se observan de forma rutinaria en el dispositivo grande de plasma. Esta es la razón principal de la longitud de 20 metros del dispositivo.

### Fuentes de plasma

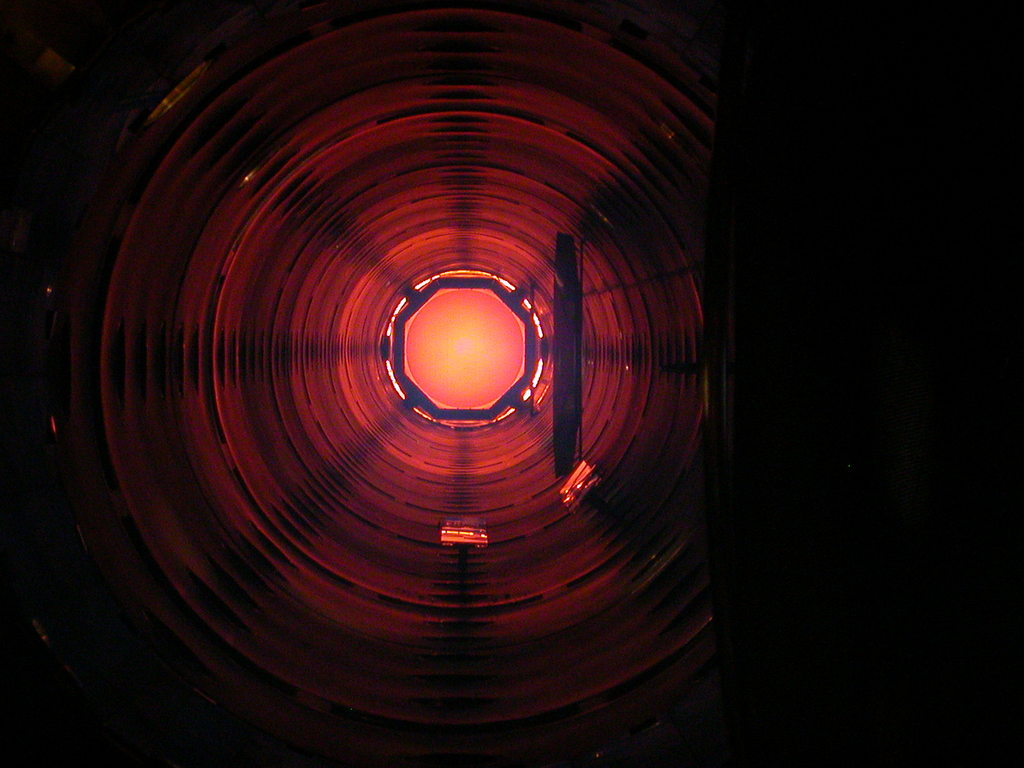
Una vista interior desde un puerto final en el extremo norte del dispositivo que muestra un cátodo de óxido de bario calentado. La máquina está al vacío pero la descarga de plasma está apagada.